# 心术 (小说)
《心术》，新加坡中文寫作者六六的著作，讲述中国式医患关系的小说。

## 故事
《心术》主题为中国式医患关系。
故事围绕上海某知名医院的脑外科医生郑艾平、同事大师兄刘曦、二师兄霍思邈三人展开，郑艾平的女友小蕾在医院被患者闹事打伤，随即辞职和其分手；刘曦自己虽然是副教授，但是其女儿南南却患有肾衰竭；霍思邈是神经外科医生，一直还是单身，对小芹爱慕已久，最终同结连理。

## 风格
小说一共10万字，语言风格幽默、辛辣和赤裸，没有刻意回避政治和社会生活中的敏感话题。

## 书中人物
- 郑艾平，第一人称叙述者，脑外科医生，女友为医院同事小蕾，后小蕾被患者殴打后，被小蕾甩弃。
- 刘曦，副教授，医院老大哥，女儿南南患有肾衰竭。
- 霍思邈，神经外科医生，单身，对小芹心怀爱慕，最后两人结成连理。

## 作者
六六，毕业于安徽大学，新加坡小说家，著名作品有《蜗居》、《王贵与安娜》、《双面胶》。